# Max Lemos
Max Lemos (Queimados, 17 de janeiro de 1966) é um político brasileiro filiado ao Partido Democrático Trabalhista (PDT). Foi prefeito de Queimados por dois mandatos, secretário de Infraestrutura e Obras do Rio de Janeiro, deputado estadual e atualmente é deputado federal.

## Carreira política
Em 2008, foi eleito prefeito de Queimados pelo PMDB por 32.084 votos (44,46%). Em 2012, tentou a reeleição e venceu por 60.946 votos (93,10%), o maior número de votos da cidade.
A partir de 2017, passou a ser secretário de governo de Queimados e em 2 de abril de 2018, deixou o cargo para concorrer a uma vaga na ALERJ.
Em 2018 foi eleito deputado estadual pelo MDB. Em junho de 2019, fez diversas críticas ao partido, e em abril de 2020, filiou-se ao PSDB, pelo qual saiu para concorrer à Prefeitura de Nova Iguaçu, quando terminou na segunda colocação com 13,86% dos votos válidos. Em março de 2022, Lemos filiou-se ao PROS e candidatou-se a deputado federal, sendo eleito com 89.507 votos.
Antes de iniciar o mandato, Lemos deixou o PROS em meio as especulações de uma possível fusão da legenda com o Solidariedade e ingressa no PSD a convite do prefeito do Rio de Janeiro e presidente estadual da legenda Eduardo Paes. Em março de 2023, no entanto, mudou novamente de partido e acertou sua filiação ao PDT, retornando à legenda após 28 anos.